# Chelonus sochiorum
Chelonus sochiorum är en stekelart som först beskrevs av Vladimir Ivanovich Tobias 2005.  Chelonus sochiorum ingår i släktet Chelonus och familjen bracksteklar. Inga underarter finns listade i Catalogue of Life.